# Bosanemoon
De bosanemoon (Anemone nemorosa) is een lage vaste plant uit de ranonkelfamilie (Ranunculaceae). Het is een geofyt met een wortelstok.

## Beschrijving
De bosanemoon groeit meestal in grote groepen. De planten hebben drie hoogtebladeren op de bloemstengels met witte bloemen en worden 10–25 cm hoog.
De bosanemoon heeft een wortelstok, die dicht onder het grondoppervlak loopt en witte knoppen heeft. Op de wortelstok staan de bladeren.

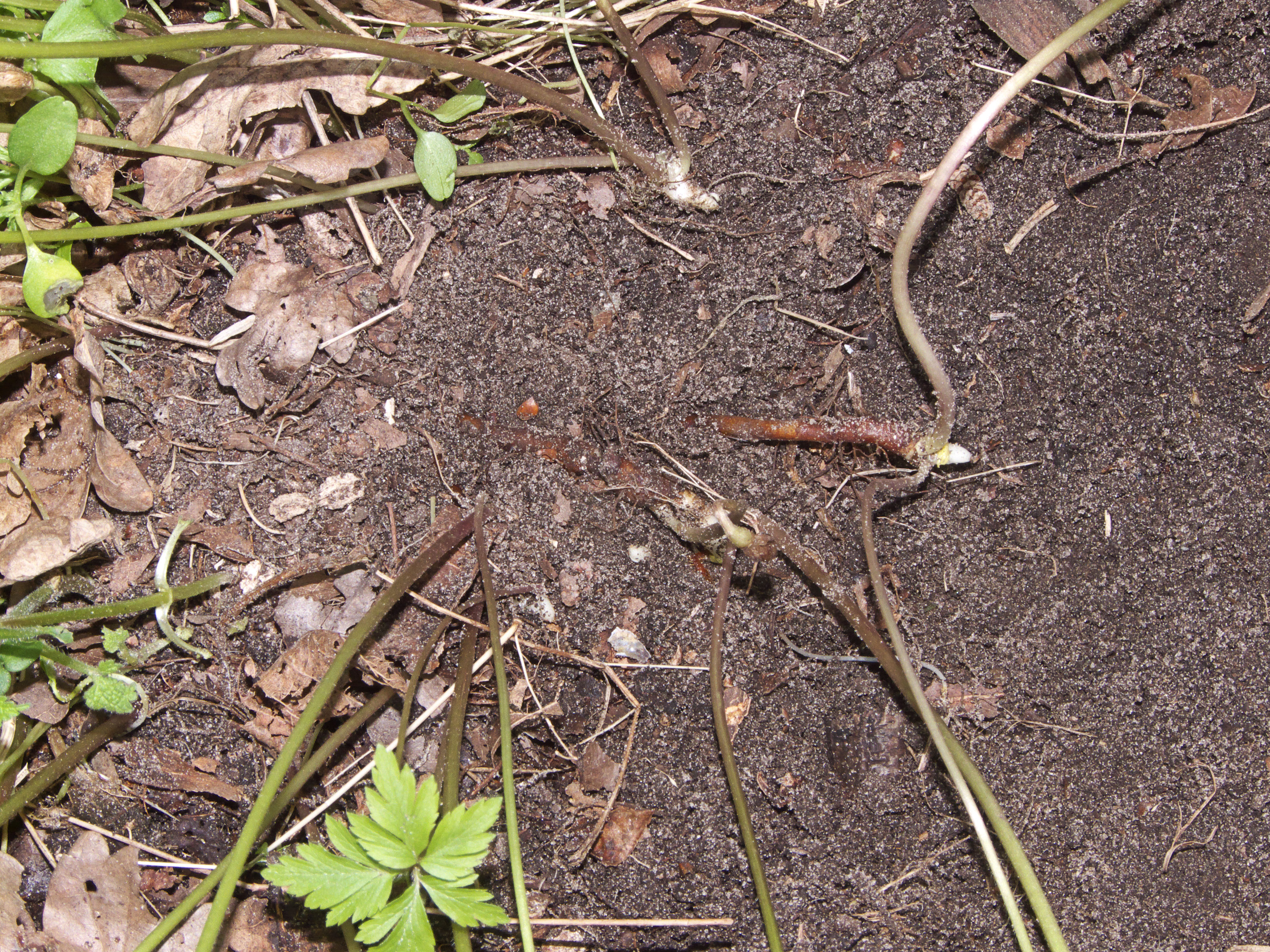
Wortelstokken

### Bloemen
De bloemen van de bosanemoon zijn tweeslachtig. De bloeistengels dragen meestal maar één bloem, zelden zijn het er twee. De halfknikkende tot rechtopstaande bloemen zijn wit, vaak iets roze of paars aan de onderkant en 2–4 cm groot. Meestal hebben de bloemen zes tot acht kale bloemdekbladen, soms tot twaalf. De omwindselbladen hebben een 1–2 cm lange steel en zijn 2–4 cm lang.
De bloempjes hebben een groot aantal meeldraden met gele helmknoppen en een groot aantal stampers.

### Zaad en vrucht
De vrucht van de bosanemoon is een eenzadige dopvrucht of nootje.
De zaden die een mierenbroodje hebben, worden door mieren verspreid. De zaden zijn zeer kortlevend (korter dan één jaar). De kiemplant heeft twee kiemblaadjes.

### Bladeren
De drie stengelbladen zijn hoogtebladen, zijn gesteeld en bijna tot de voet gedeeld in drie of vijf langwerpig-eironde grof gezaagde slippen. De echte bladeren, de wortelbladeren komen meestal pas na de bloei tevoorschijn en zijn bij de top behaard.

### Bloeitijd
De bosanemoon bloeit van maart tot en met mei.

## Ecologie
De bosanemoon groeit vaak op lemige, kleiige of sterk humeuze bosbodems met in het winterhalfjaar hoge grondwaterstanden. De overblijvende plant met ondiepe wortelstokken groeit vooral in loofbos, maar wordt ook wel gevonden in houtwallen, bermen, kanaaloevers, slootkanten, langs beken en soms in hooilanden.

### Plantengemeenschap
De bosanemoon is een kensoort voor de klasse van eiken- en beukenbossen op voedselrijke grond.

## Verspreiding

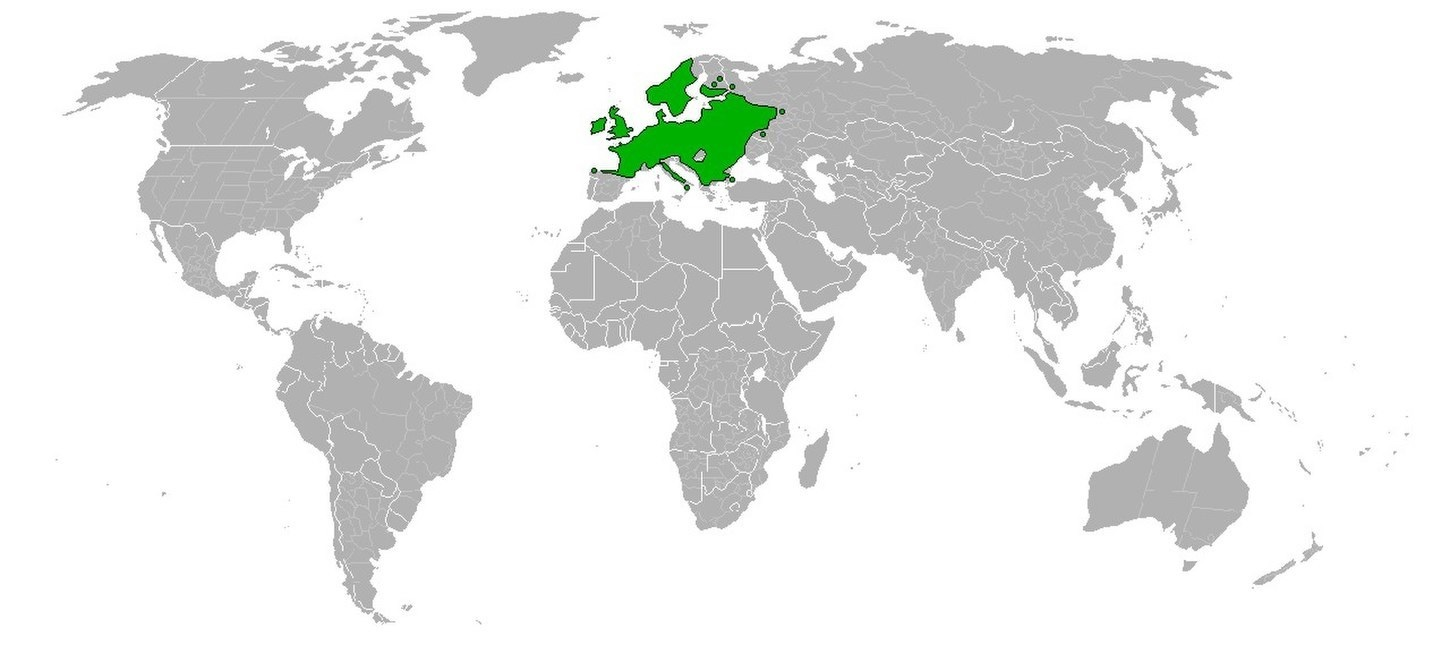
Verspreidingsgebied

De bosanemoon komt voor in grote delen van West- en Midden-Europa.
In Nederland is de bosanemoon vrij algemeen in de duinen, in Zuid-Limburg en op de hogere zandgronden en zeldzaam in de kleigebieden; de plant ontbreekt van oudsher als natuurlijke soort in het laagveen. In laag Nederland betreft een belangrijk deel van de vindplaatsen stinzenmilieus waar de soort ooit is uitgeplant. Dat geldt ook voor alle vindplaatsen in Flevoland. Spontane vestiging is tot nu toe niet opgetreden. Klonen kunnen zich zijdelings met 1 m per jaar uitbreiden, maar zaadvorming en verspreiding is zeldzaam. De bosanemoon op haar natuurlijke groeiplaatsen is een indicator voor oud bos; het kan hier samen groeien met andere indicatoren als schedegeelster (Gagea spathacea), ruige veldbies (Luzula pilosa) en heelkruid (Sanicula europaea). Waar de bosanemoon in houtwallen groeit, gaat het om oude wallen. Waar de plant buiten het bos groeit, gaat het vaak om locaties waar vroeger bos stond of houtwallen lagen.
Voor België wordt de soort voor boven de 300 m in graslanden opgegeven.

## Toepassingen en ziekten
Rond 1912 werden groeiplaatsen van de bosanemoon bedreigd doordat het publiek de plantjes massaal plukte. D.J. van der Ven voerde hiertegen (en tegen het plukken van andere plantensoorten) actie in De Levende Natuur.
De plant wordt vaak als sierplant toegepast, waarbij er verschillende cultivars zijn. De planten met gevulde bloemen zijn daar een voorbeeld van.
De plant kan geïnfecteerd worden door de anemonenbekerzwam.

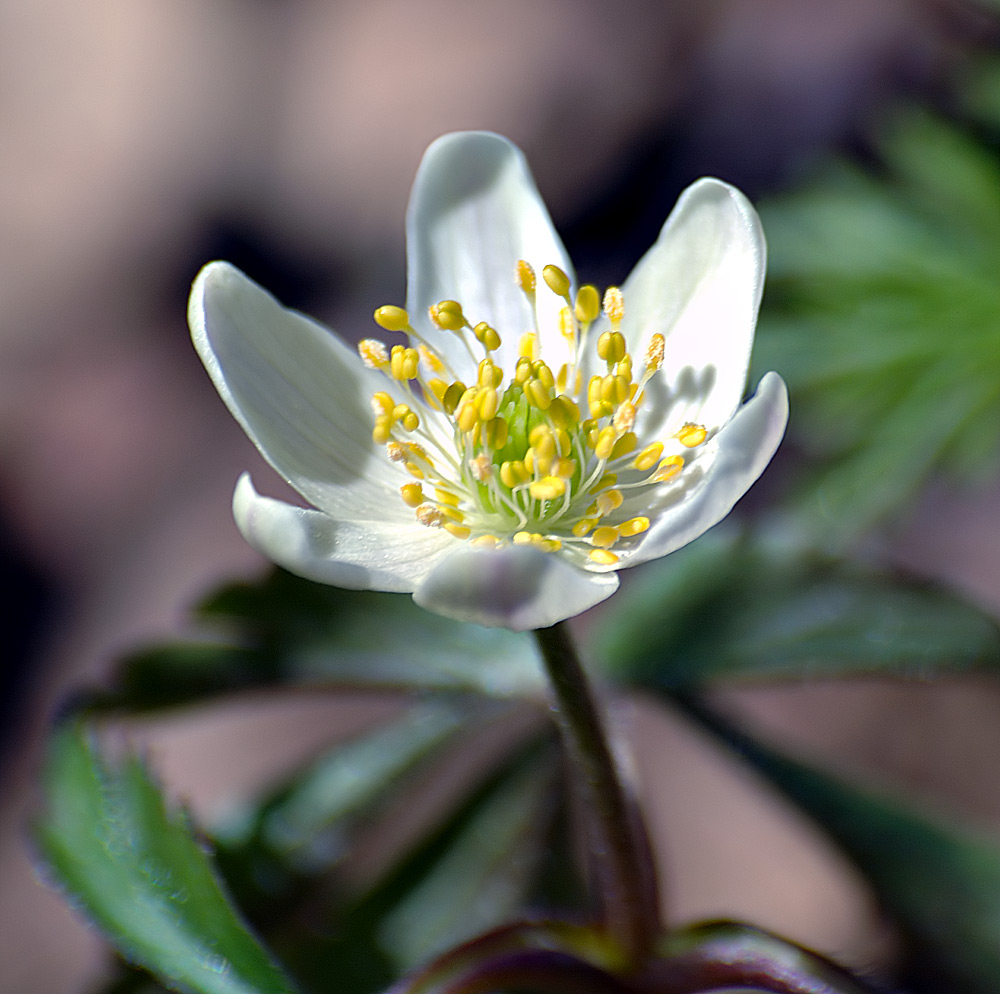
Niet gevuld bloemig
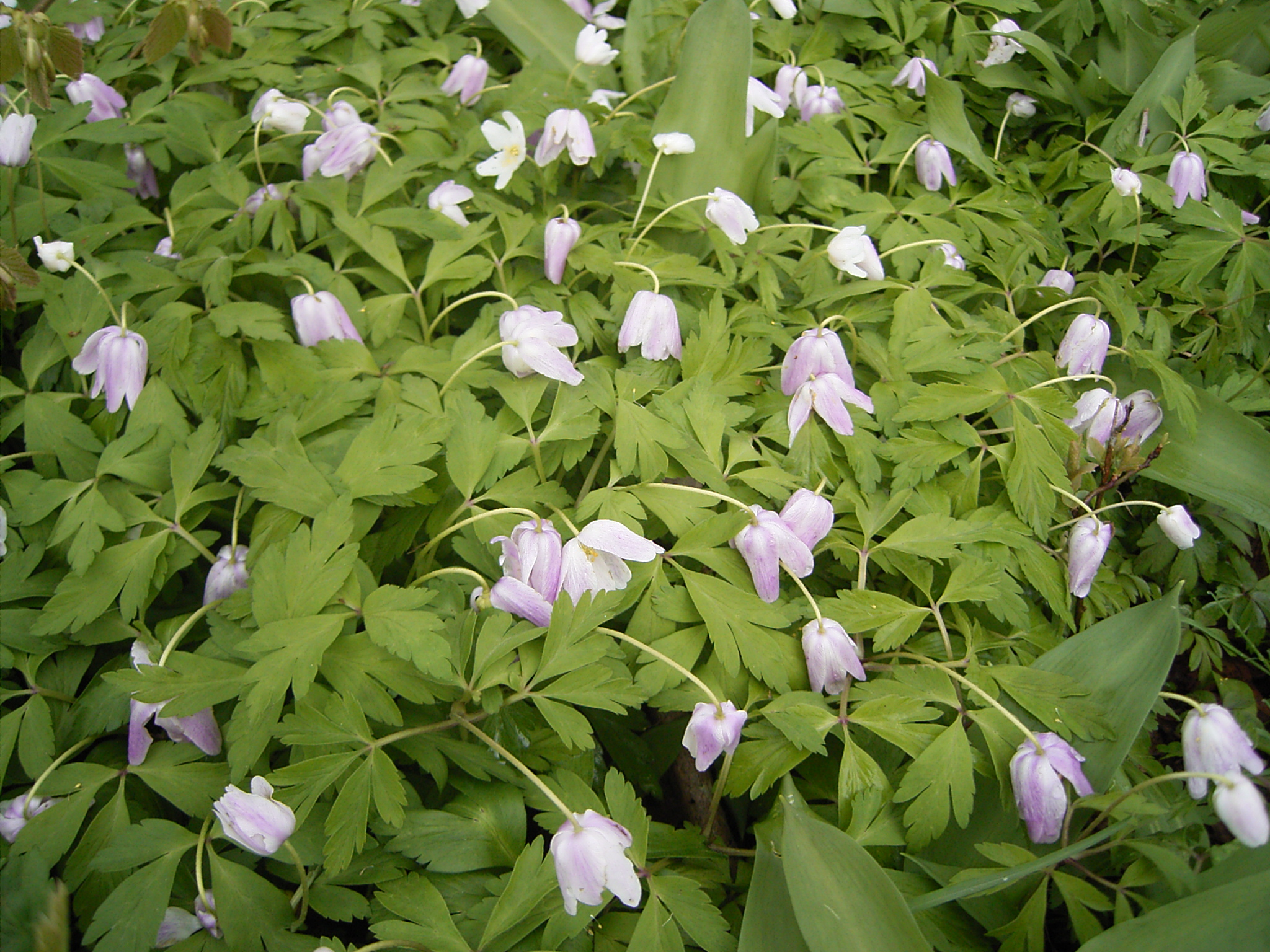
Bosanemonen in het Florence Nightingalepark in den Haag
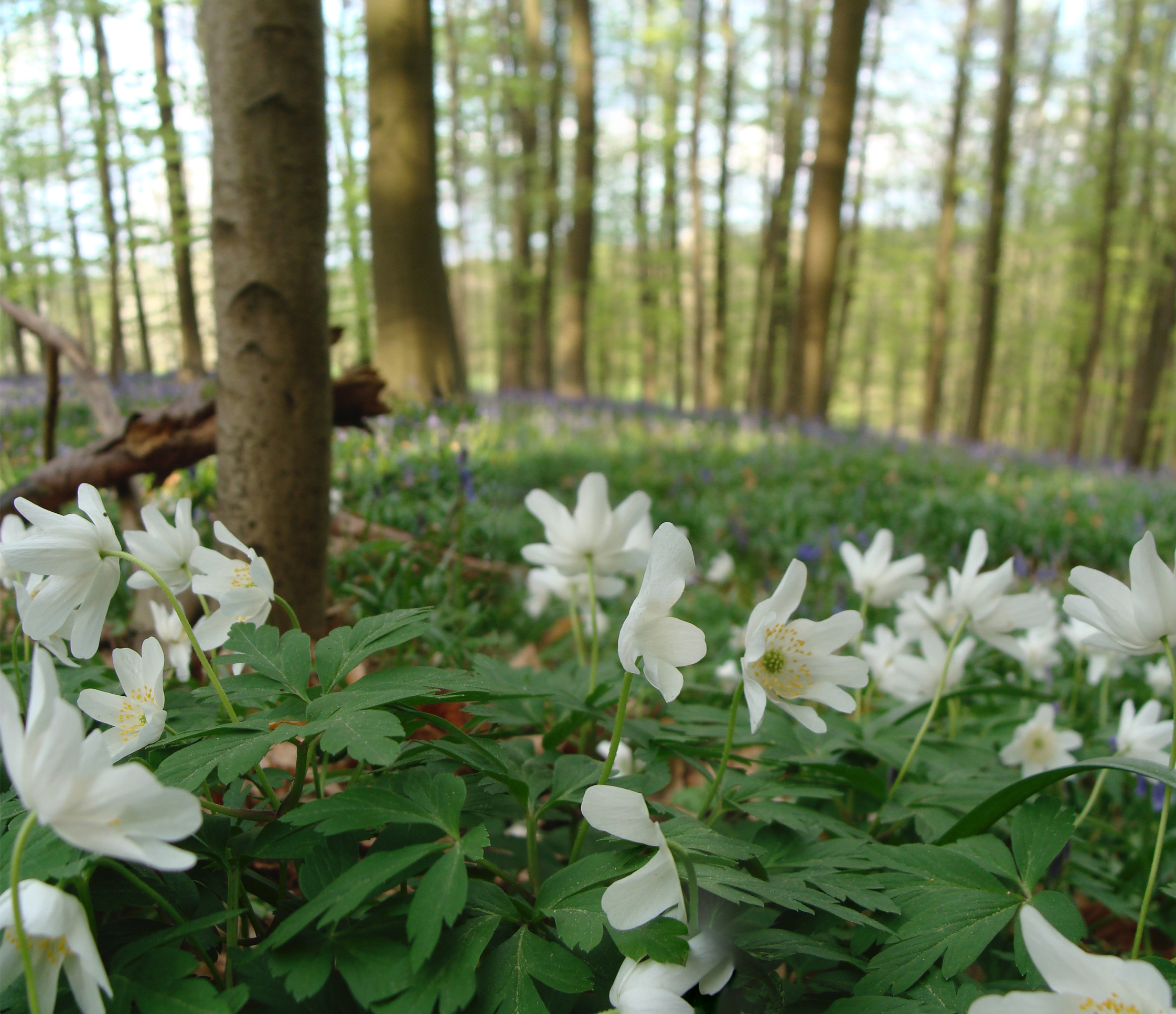
Bosanemonen in het Hallerbos
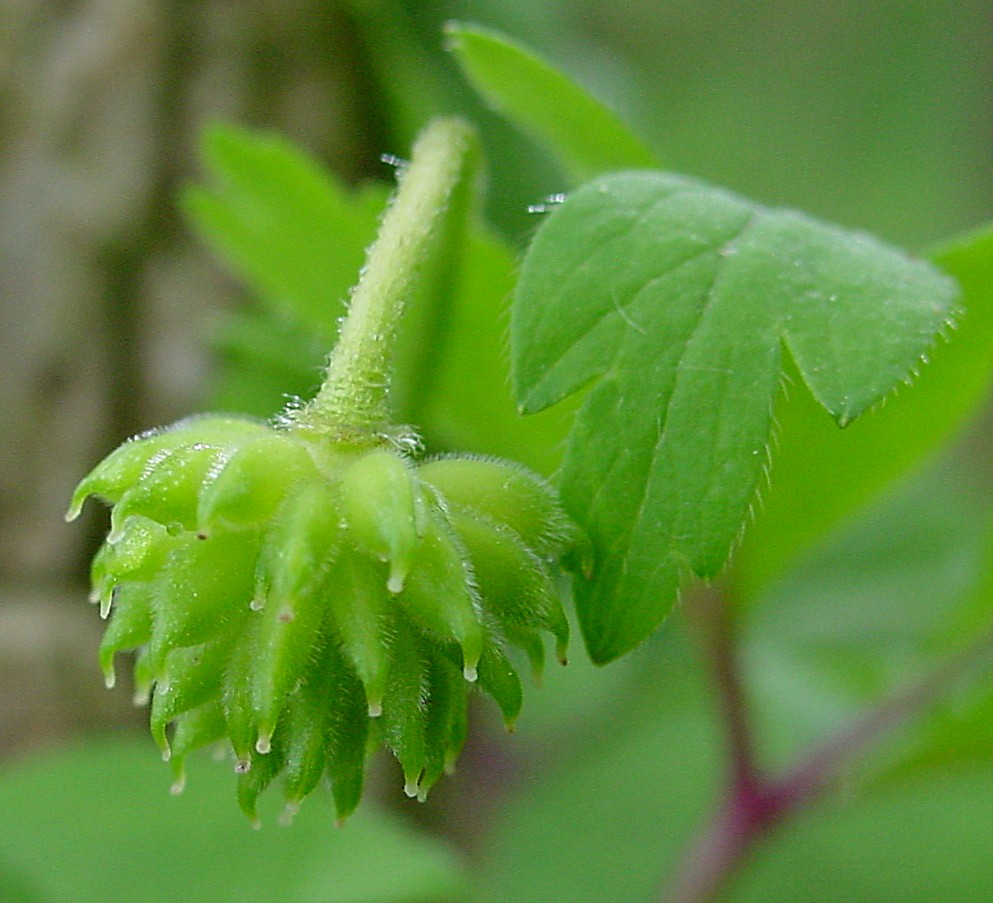
Uitgebloeide bloem met vruchten
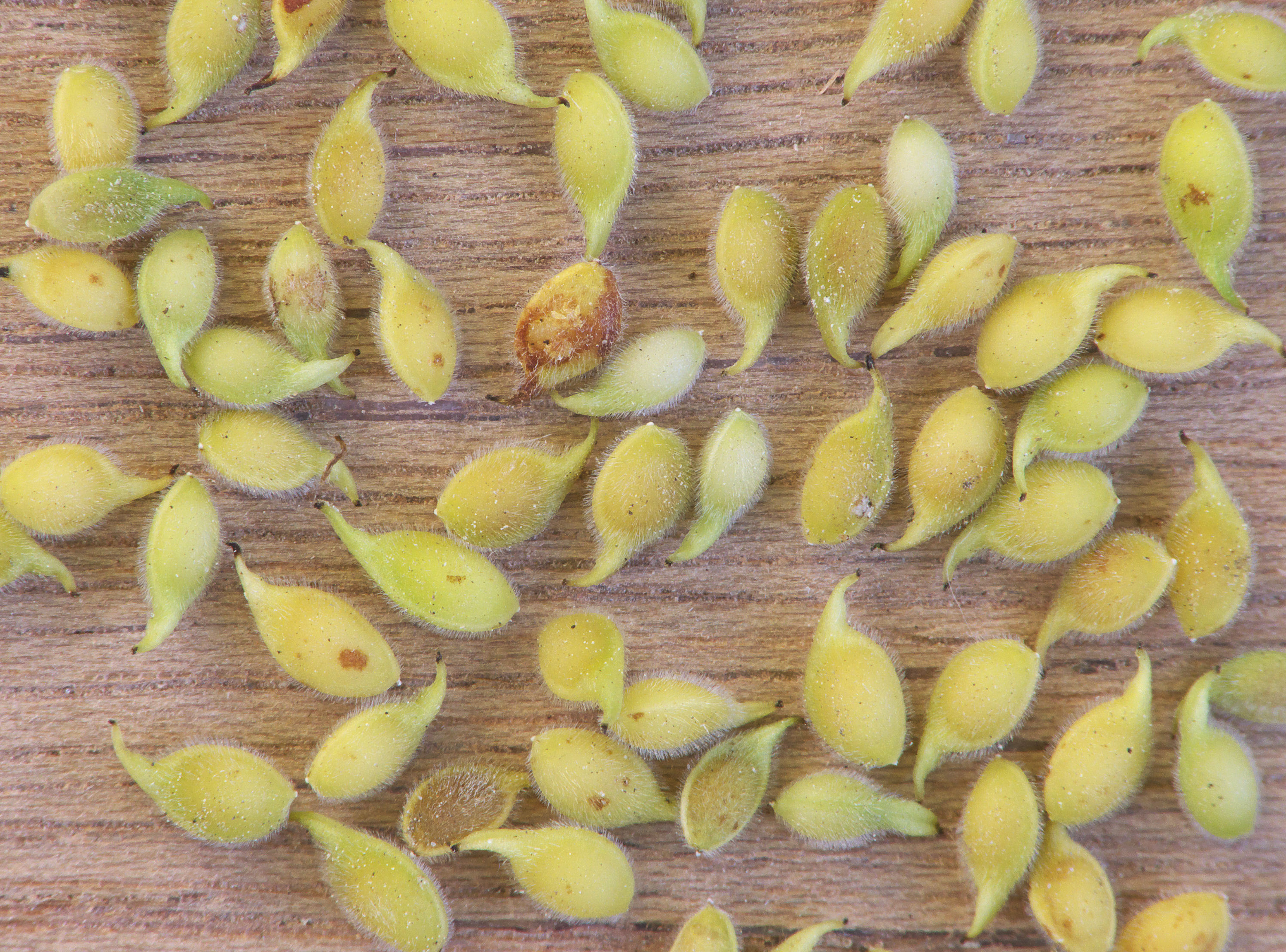
Gesnavelde droge vruchten
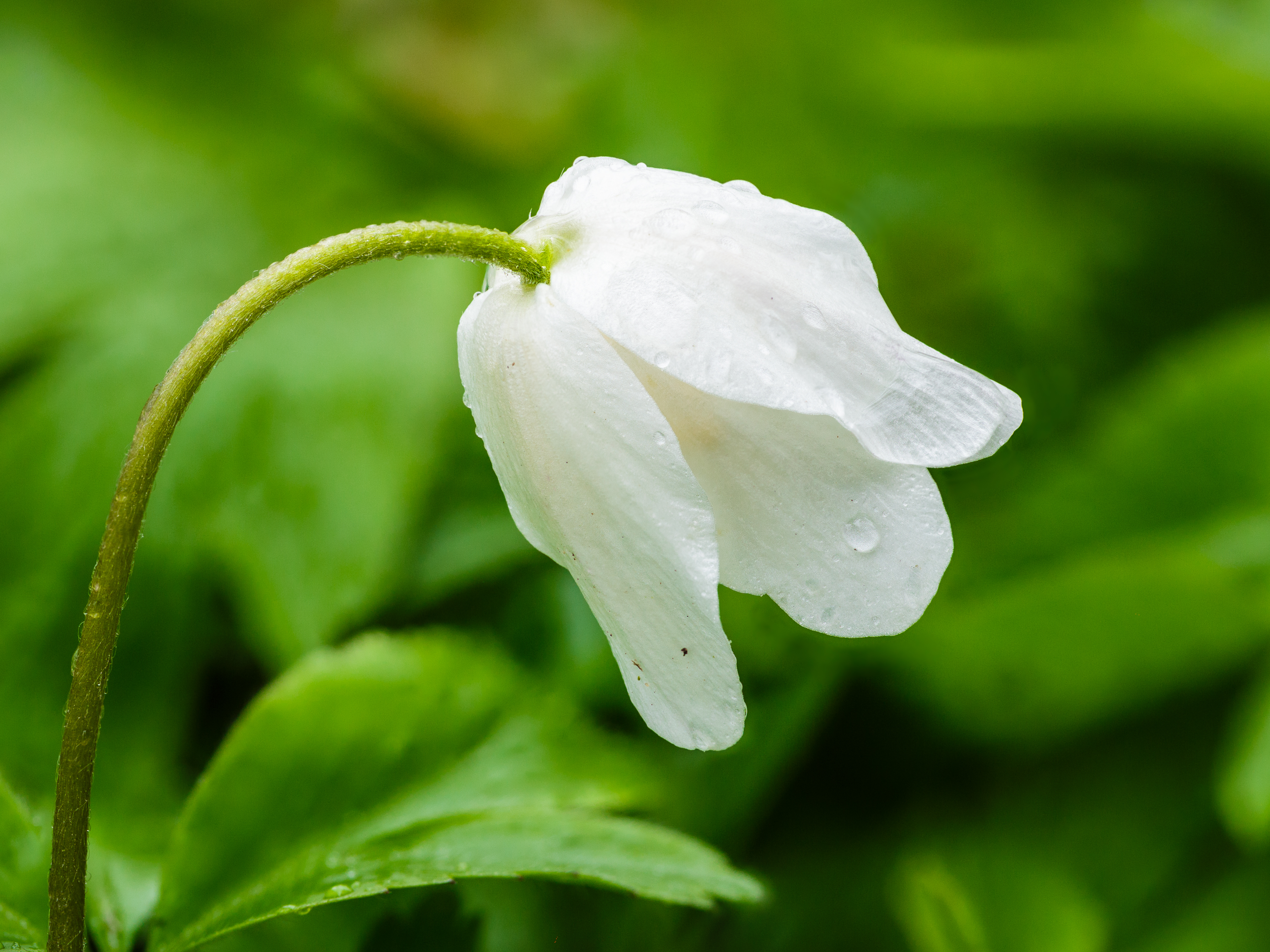
Half geopende fragiele bloemknop van een bosanemoon (Anemone nemorosa).

... · A. altaica · A. apennina (Blauwe anemoon) · A. blanda (Oosterse anemoon) · A. canadensis · A. coronaria · A. hupehensis · A. narcissiflora · A. nemorosa (Bosanemoon) · A. quinquefolia · A. ranunculoides (Gele anemoon) · A. sylvestris · A. trifolia · ...